# 黄强 (书画家)
黄强，甘肃灵台人，中国国家一级美术师、职业书画家。历任人民美术出版社编辑，任中国书画艺术研究院理事、中国榜书书法协会会员等职。出版有《中国人不可不知的寓言故事》、《政协委员履职记》等。
曾就读于河北大学工艺美术学院、中央美术学院贾又福山水画高研班。